# Lijst van burgemeesters van Zevenhuizen-Moerkapelle
Dit is een lijst van burgemeesters van de voormalige Nederlandse gemeente Zevenhuizen-Moerkapelle (1991-1993: Moerhuizen geheten) (provincie Zuid-Holland). Per 1 januari 2010 maakt Zevenhuizen-Moerkapelle deel uit van de op die datum gestichte gemeente Zuidplas.
| Ambtsperiode | Naam burgemeester          | Partij of stroming | Bijzonderheden                             |
| ------------ | -------------------------- | ------------------ | ------------------------------------------ |
| 1991 - 1993  | A.W. Lips                  | CDA                | sinds 1978 al burgemeester van Moerkapelle |
| 1993 - 2000  | L.M. (Leo) Schoots         | PvdA               | waarnemend van 1993 tot 1995               |
| 2000 - 2001  | J.W.J. (Jaap) Wolf         | PvdA               | waarnemend                                 |
| 2001 - 2005  | drs. J.D. (Jan) Westendorp | VVD                | werd burgemeester van Losser               |
| 2005 - 2009  | J.C.G. (Jo) Fijen          | CDA                | waarnemend                                 |